# Communication lost.
Communication lost. is het vierde album van de Zweedse band Wolverine, uitgebracht in 2011 door Candlelight Records. Het album is opgenomen in diverse geluidsstudio's in Zweden, waarbij de vraag rees of alle musici elkaar wel gezien hebben tijdens die opnamen. Het album kent enige autobiografische elementen in Embrace (over dochter Freya van Stefan Zell) en de opgebroken relatie van Losbjer in de albumtitel. De voorbereidingen voor het album namen vier jaar in beslag. 

## Musici
- Per Henriksson – toetsinstrument en
- Thomas Jansson – basgitaar
- Marcus Losbjer – slagwerk, percussie
- Mikael Zell – gitaar
- Stefan Zell – zang

Met:
- Oliver Phillips – zang en gitaar
- Stefan Moberg – cello op Downfall, Poison ivy en What remains
- Bror Tonell – gitaar op Poison ivy
- Mikael Hamlet – percussie
- Per Broddesson – gitaar op Pulse
- James Burvall – zang op Into the great nothing
- Jospeh Hemingway – astronaut

## Muziek
| Nr. | Titel                  | Duur |
| --- | ---------------------- | ---- |
| 1.  | Downfall               | 3:46 |
| 2.  | Into the great nothing | 8:36 |
| 3.  | Poison ivy             | 5:17 |
| 4.  | Your favourite war     | 5:16 |
| 5.  | Embrace                | 6:41 |
| 6.  | Pulse                  | 6:19 |
| 7.  | What remains           | 5:29 |
| 8.  | In memory of me        | 8:39 |
| 9.  | In the quiet of dawn   | 4:28 |
| 10. | Communication lost     | 8:52 |
| 11. | A beginning            | 6:43 |